# Bryobia kassioticus
Bryobia kassioticus är en spindeldjursart som beskrevs av Hatzinikolis och Panou 1997. Bryobia kassioticus ingår i släktet Bryobia och familjen Tetranychidae. Inga underarter finns listade.